# アニメグランプリ
アニメグランプリは、アニメ雑誌『アニメージュ』が主催する日本のアニメーション作品を対象とした賞である。読者の人気投票によって各部門の受賞が決定される。

## 概要
アニメブーム期の1979年に始まり、40回以上の歴史を持つイベントである。『アニメージュ』本誌に付属する専用葉書にて投票を募り、集計結果は各年6月号にて発表される。現行では「グランプリ部門（作品賞）」「キャラクター部門」「声優部門」「アニメソング部門」の4部門が設けられている。以前はその他に制作スタッフ、歌手、歴代ベストワンなどの部門もあった。男女別の集計結果も載せられていたが、現在は性別に関係なく得票数のみ発表されている。
現在は誌面で結果発表を行うのみだが当時の編集長・尾形英夫が「世間も注目する大舞台でやってみたい」という思いから第3回からは日本武道館で大々的に表彰式と声優・歌手によるイベントを実施し、第10回まで行われた。第10回をもってイベントを中断した理由は昭和天皇の病状悪化による自粛であるが、10回目という節目で区切りを付けたともいわれている。
これに対抗する形で1983年から競合誌の『アニメディア』『ジ・アニメ』『マイ・アニメ』『月刊OUT』『アニメック』が手塚治虫を担ぎ出し「日本アニメ大賞」を制定、同時にイベント「日本アニメフェスティバル」を実施して毎年4月に表彰を行っていた。日本アニメ大賞側はアニメグランプリと統合の意向を持っていたが、かなわずに1990年の第7回を最後に終了している。

## 変遷
- 第1回 - 「'79-'80総決算」として過去2年分を扱い、1980年2月号で発表。「グランプリ（作品）」「サブタイトル」「キャラクター」「男性声優」「女性声優」「歌手」「アニメソング」「演出」「アニメーター」「美術」「脚本」の11部門でスタート。
- 第2回 - 「1980年上半期」として1980年10月号で発表。歌手部門を男女に分ける。
- 第3回 - 「1980年下半期」として1981年6月号で発表。歴代ベストワン部門（作品・キャラクター）新設。
- 第4回 - この回より毎年6月号で年次発表する型式となる。
- 第5回 - アニメージュ賞を新設し、最多の15部門となる。
- 第6回 - スタッフ4部門廃止。キャラクター部門と歴代ベストワンキャラクター部門を男女に分ける。
- 第11回 - 5月号発表となる。歌手部門（男女）とアニメージュ賞を廃止。歴代ベストワンキャラクター部門は男女を統合。歴代アニメソング部門はこの回のみ。
- 第14回 - 声優部門の男女を統合。
- 第19回 - 再び6月号発表に戻る。
- 第22回 - 歴代ベストワン部門（作品・キャラクター）を廃止。6部門となる。
- 第37回 - サブタイトル部門を廃止。5部門となる[注 1]。この回より毎年9月号で年次発表する型式となり、審査対象となるアニメは前の年の11月末までだったのが開催年の3月末までへと変更され[注 2]、2クール分割で放送のアニメはそれぞれ別作品として投票が分けられていたのが対象期間の放送であれば1つの作品として投票がまとめられることになった。
- 第42回 - 新型コロナウイルスの影響で投票数と掲載順位の規模が縮小され、コロナ終息後もこの状態が維持される。
- 第45回 - キャラクター部門の男女を統合、第5回以来の形式になり4部門となる。

## 主要部門

### グランプリ作品部門1位
| 回（年度）            | 作品名                                             |
| --------------------- | -------------------------------------------------- |
| 第1回（1979年）       | 機動戦士ガンダム                                   |
| 第2回（1980年上半期） | 機動戦士ガンダム                                   |
| 第3回（1980年下半期） | 伝説巨神イデオン                                   |
| 第4回（1981年）       | さよなら銀河鉄道999 アンドロメダ終着駅             |
| 第5回（1982年）       | 六神合体ゴッドマーズ                               |
| 第6回（1983年）       | クラッシャージョウ（劇場版）                       |
| 第7回（1984年）       | 風の谷のナウシカ                                   |
| 第8回（1985年）       | ダーティペア                                       |
| 第9回（1986年）       | 天空の城ラピュタ                                   |
| 第10回（1987年）      | 聖闘士星矢                                         |
| 第11回（1988年）      | となりのトトロ                                     |
| 第12回（1989年）      | 魔女の宅急便                                       |
| 第13回（1990年）      | ふしぎの海のナディア                               |
| 第14回（1991年）      | 新世紀GPXサイバーフォーミュラ                      |
| 第15回（1992年）      | 美少女戦士セーラームーン                           |
| 第16回（1993年）      | 幽☆遊☆白書                                         |
| 第17回（1994年）      | 幽☆遊☆白書                                         |
| 第18回（1995年）      | 新世紀エヴァンゲリオン                             |
| 第19回（1996年）      | 新世紀エヴァンゲリオン                             |
| 第20回（1997年）      | 新世紀エヴァンゲリオン劇場版 THE END OF EVANGELION |
| 第21回（1998年）      | 機動戦艦ナデシコ -The prince of darkness-          |
| 第22回（1999年）      | カードキャプターさくら[第2期]                      |
| 第23回（2000年）      | 幻想魔伝 最遊記                                    |
| 第24回（2001年）      | フルーツバスケット                                 |
| 第25回（2002年）      | 機動戦士ガンダムSEED                               |
| 第26回（2003年）      | 鋼の錬金術師                                       |
| 第27回（2004年）      | 機動戦士ガンダムSEED DESTINY                       |
| 第28回（2005年）      | 機動戦士ガンダムSEED DESTINY                       |
| 第29回（2006年）      | コードギアス 反逆のルルーシュ                      |
| 第30回（2007年）      | コードギアス 反逆のルルーシュ                      |
| 第31回（2008年）      | コードギアス 反逆のルルーシュ R2                   |
| 第32回（2009年）      | けいおん!                                          |
| 第33回（2010年）      | イナズマイレブン                                   |
| 第34回（2011年）      | イナズマイレブンGO                                 |
| 第35回（2012年）      | イナズマイレブンGO クロノ・ストーン                |
| 第36回（2013年）      | 進撃の巨人                                         |
| 第37回（2014年）      | Free!-Eternal Summer-                              |
| 第38回（2015年）      | おそ松さん                                         |
| 第39回（2016年）      | 機動戦士ガンダム 鉄血のオルフェンズ                |
| 第40回（2017年）      | アイドリッシュセブン                               |
| 第41回（2018年）      | 名探偵コナン                                       |
| 第42回（2019年）      | 鬼滅の刃                                           |
| 第43回（2020年）      | ヒーリングっど♥プリキュア                          |
| 第44回（2021年）      | 劇場版 呪術廻戦 0                                  |
| 第45回（2022年）      | 鬼滅の刃 上弦集結、そして刀鍛冶の里へ              |
| 第46回（2023年）      | 鬼太郎誕生 ゲゲゲの謎                              |
| 第47回（2024年）      | 薬屋のひとりごと                                   |

### キャラクター部門1位
| 回（年度）            | キャラクター名           | キャラクター名                                     | 作品名                       | 作品名                                                        |
| --------------------- | ------------------------ | -------------------------------------------------- | ---------------------------- | ------------------------------------------------------------- |
| 第1回（1979年）       | ハーロック               | ハーロック                                         | 宇宙海賊キャプテンハーロック | 宇宙海賊キャプテンハーロック                                  |
| 第2回（1980年上半期） | シャア・アズナブル       | シャア・アズナブル                                 | 機動戦士ガンダム             | 機動戦士ガンダム                                              |
| 第3回（1980年下半期） | 島村ジョー               | 島村ジョー                                         | サイボーグ009                | サイボーグ009                                                 |
| 第4回（1981年）       | 明神タケル               | 明神タケル                                         | 六神合体ゴッドマーズ         | 六神合体ゴッドマーズ                                          |
| 第5回（1982年）       | 明神タケル               | 明神タケル                                         | 六神合体ゴッドマーズ         | 六神合体ゴッドマーズ                                          |
| 男女別分割            | 男性キャラクター名       | 作品名                                             | 女性キャラクター名           | 作品名                                                        |
| 第6回（1983年）       | キリコ・キュービー       | 装甲騎兵ボトムズ                                   | 早瀬未沙                     | 超時空要塞マクロス                                            |
| 第7回（1984年）       | ダバ・マイロード         | 重戦機エルガイム                                   | ナウシカ                     | 風の谷のナウシカ                                              |
| 第8回（1985年）       | 上杉達也                 | タッチ                                             | フォウ・ムラサメ             | 機動戦士Ζガンダム                                             |
| 第9回（1986年）       | カミーユ・ビダン         | 機動戦士Ζガンダム                                  | エルピー・プル               | 機動戦士ガンダムΖΖ                                            |
| 第10回（1987年）      | JJ                       | 赤い光弾ジリオン                                   | 鮎川まどか                   | きまぐれオレンジ☆ロード                                       |
| 第11回（1988年）      | 冴羽獠                   | シティーハンター2                                  | アニス・ファーム             | 超音戦士ボーグマン                                            |
| 第12回（1989年）      | 冴羽獠                   | シティーハンターシリーズ                           | キキ                         | 魔女の宅急便                                                  |
| 第13回（1990年）      | 冴羽獠                   | シティーハンター3                                  | ナディア                     | ふしぎの海のナディア                                          |
| 第14回（1991年）      | 風見ハヤト               | 新世紀GPXサイバーフォーミュラ                      | ナディア                     | ふしぎの海のナディア                                          |
| 第15回（1992年）      | 飛影                     | 幽☆遊☆白書                                         | 水野亜美                     | 美少女戦士セーラームーン                                      |
| 第16回（1993年）      | 蔵馬                     | 幽☆遊☆白書                                         | ベルダンディー               | ああっ女神さまっ                                              |
| 第17回（1994年）      | 蔵馬                     | 幽☆遊☆白書                                         | 天王はるか                   | 美少女戦士セーラームーンS                                     |
| 第18回（1995年）      | デュオ・マックスウェル   | 新機動戦記ガンダムW                                | 綾波レイ                     | 新世紀エヴァンゲリオン                                        |
| 第19回（1996年）      | 碇シンジ                 | 新世紀エヴァンゲリオン                             | 綾波レイ                     | 新世紀エヴァンゲリオン                                        |
| 第20回（1997年）      | 碇シンジ                 | 新世紀エヴァンゲリオン劇場版 THE END OF EVANGELION | リナ=インバース              | スレイヤーズ TRY                                              |
| 第21回（1998年）      | スパイク                 | カウボーイビバップ                                 | ホシノ・ルリ                 | 機動戦艦ナデシコ The Prince of darkness                       |
| 第22回（1999年）      | スパイク                 | カウボーイビバップ                                 | 木之本桜                     | カードキャプターさくら[第1期]                                 |
| 第23回（2000年）      | 玄奘三蔵                 | 幻想魔伝 最遊記                                    | 木之本桜                     | カードキャプターさくら[第1期]                                 |
| 第24回（2001年）      | 犬夜叉                   | 犬夜叉                                             | 本田透                       | フルーツバスケット                                            |
| 第25回（2002年）      | キラ・ヤマト             | 機動戦士ガンダムSEED                               | ラクス・クライン             | 機動戦士ガンダムSEED                                          |
| 第26回（2003年）      | エドワード・エルリック   | 鋼の錬金術師                                       | リザ・ホークアイ             | 鋼の錬金術師                                                  |
| 第27回（2004年）      | アスラン・ザラ           | 機動戦士ガンダムSEED DESTINY                       | ラクス・クライン             | 機動戦士ガンダムSEED DESTINY                                  |
| 第28回（2005年）      | キラ・ヤマト             | 機動戦士ガンダムSEED DESTINY                       | ラクス・クライン             | 機動戦士ガンダムSEED DESTINY                                  |
| 第29回（2006年）      | ルルーシュ・ランペルージ | コードギアス 反逆のルルーシュ                      | ラクス・クライン             | 機動戦士ガンダムSEED DESTINY〔総集編〕 スペシャルエディション |
| 第30回（2007年）      | ルルーシュ・ランペルージ | コードギアス 反逆のルルーシュ                      | C.C.                         | コードギアス 反逆のルルーシュ                                 |
| 第31回（2008年）      | ルルーシュ・ランペルージ | コードギアス 反逆のルルーシュ R2                   | C.C.                         | コードギアス 反逆のルルーシュ R2                              |
| 第32回（2009年）      | 坂田銀時                 | 銀魂                                               | 平沢唯                       | けいおん!                                                     |
| 第33回（2010年）      | 風丸一郎太               | イナズマイレブン                                   | 平沢唯                       | けいおん!!                                                    |
| 第34回（2011年）      | 霧野蘭丸                 | イナズマイレブンGO                                 | 音無春奈                     | イナズマイレブン                                              |
| 第35回（2012年）      | 霧野蘭丸                 | イナズマイレブンGO クロノ・ストーン                | 菜花黄名子                   | イナズマイレブンGO クロノ・ストーン                           |
| 第36回（2013年）      | リヴァイ                 | 進撃の巨人                                         | 菜花黄名子                   | イナズマイレブンGO クロノ・ストーン                           |
| 第37回（2014年）      | 橘真琴                   | Free!-Eternal Summer-                              | ディアンヌ                   | 七つの大罪                                                    |
| 第38回（2015年）      | カラ松                   | おそ松さん                                         | 神楽                         | 銀魂゜                                                        |
| 第39回（2016年）      | ヴィクトル・ニキフォロフ | ユーリ!!! on ICE                                   | 神楽                         | 銀魂.                                                         |
| 第40回（2017年）      | 九条天                   | アイドリッシュセブン                               | 木之本桜                     | カードキャプターさくら クリアカード編                         |
| 第41回（2018年）      | 安室透                   | 名探偵コナン                                       | エマ                         | 約束のネバーランド                                            |
| 第42回（2019年）      | 竈門炭治郎               | 鬼滅の刃                                           | えりぴよ                     | 推しが武道館いってくれたら死ぬ                                |
| 第43回（2020年）      | 煉獄杏寿郎               | 鬼滅の刃                                           | 花寺のどか（キュアグレース） | ヒーリングっど♥プリキュア                                     |
| 第44回（2021年）      | 宇髄天元                 | 鬼滅の刃                                           | 竈門禰豆子                   | 鬼滅の刃                                                      |
| 部門再統合            | キャラクター名           | キャラクター名                                     | 作品名                       | 作品名                                                        |
| 第45回（2022年）      | アーニャ・フォージャー   | アーニャ・フォージャー                             | SPY×FAMILY                   | SPY×FAMILY                                                    |
| 第46回（2023年）      | 水木                     | 水木                                               | 鬼太郎誕生 ゲゲゲの謎        | 鬼太郎誕生 ゲゲゲの謎                                         |
| 第47回（2024年）      | 猫猫                     | 猫猫                                               | 薬屋のひとりごと             | 薬屋のひとりごと                                              |

### 声優部門1位
| 回（年度）            | 男性声優名 | 女性声優名 |
| --------------------- | ---------- | ---------- |
| 第1回（1979年）       | 神谷明     | 小原乃梨子 |
| 第2回（1980年上半期） | 神谷明     | 小原乃梨子 |
| 第3回（1980年下半期） | 神谷明     | 小原乃梨子 |
| 第4回（1981年）       | 神谷明     | 小山茉美   |
| 第5回（1982年）       | 古川登志夫 | 小山茉美   |
| 第6回（1983年）       | 神谷明     | 小山茉美   |
| 第7回（1984年）       | 神谷明     | 島本須美   |
| 第8回（1985年）       | 神谷明     | 島津冴子   |
| 第9回（1986年）       | 矢尾一樹   | 田中真弓   |
| 第10回（1987年）      | 神谷明     | 島本須美   |
| 第11回（1988年）      | 神谷明     | 島本須美   |
| 第12回（1989年）      | 神谷明     | 林原めぐみ |
| 第13回（1990年）      | 神谷明     | 林原めぐみ |
|                       | 声優名     |            |
| 第14回（1991年）      | 林原めぐみ | 林原めぐみ |
| 第15回（1992年）      | 林原めぐみ | 林原めぐみ |
| 第16回（1993年）      | 林原めぐみ | 林原めぐみ |
| 第17回（1994年）      | 緒方恵美   | 緒方恵美   |
| 第18回（1995年）      | 林原めぐみ | 林原めぐみ |
| 第19回（1996年）      | 林原めぐみ | 林原めぐみ |
| 第20回（1997年）      | 林原めぐみ | 林原めぐみ |
| 第21回（1998年）      | 林原めぐみ | 林原めぐみ |
| 第22回（1999年）      | 林原めぐみ | 林原めぐみ |
| 第23回（2000年）      | 林原めぐみ | 林原めぐみ |
| 第24回（2001年）      | 林原めぐみ | 林原めぐみ |
| 第25回（2002年）      | 保志総一朗 | 保志総一朗 |
| 第26回（2003年）      | 朴璐美     | 朴璐美     |
| 第27回（2004年）      | 石田彰     | 石田彰     |
| 第28回（2005年）      | 保志総一朗 | 保志総一朗 |
| 第29回（2006年）      | 保志総一朗 | 保志総一朗 |
| 第30回（2007年）      | 福山潤     | 福山潤     |
| 第31回（2008年）      | 福山潤     | 福山潤     |
| 第32回（2009年）      | 豊崎愛生   | 豊崎愛生   |
| 第33回（2010年）      | 小野大輔   | 小野大輔   |
| 第34回（2011年）      | 宮野真守   | 宮野真守   |
| 第35回（2012年）      | 梶裕貴     | 梶裕貴     |
| 第36回（2013年）      | 梶裕貴     | 梶裕貴     |
| 第37回（2014年）      | 鈴木達央   | 鈴木達央   |
| 第38回（2015年）      | 福山潤     | 福山潤     |
| 第39回（2016年）      | 神谷浩史   | 神谷浩史   |
| 第40回（2017年）      | 斉藤壮馬   | 斉藤壮馬   |
| 第41回（2018年）      | 斉藤壮馬   | 斉藤壮馬   |
| 第42回（2019年）      | 花江夏樹   | 花江夏樹   |
| 第43回（2020年）      | 悠木碧     | 悠木碧     |
| 第44回（2021年）      | 江口拓也   | 江口拓也   |
| 第45回（2022年）      | 古川慎     | 古川慎     |
| 第46回（2023年）      | 種﨑敦美   | 種﨑敦美   |
| 第47回（2024年）      | 悠木碧     | 悠木碧     |

### アニメソング部門1位
| 回（年度）            | 曲名                                     | 作品名                                  |
| --------------------- | ---------------------------------------- | --------------------------------------- |
| 第1回（1979年）       | 北の狼 南の虎                            | 野球狂の詩                              |
| 第2回（1980年上半期） | 復活のイデオン                           | 伝説巨神イデオン                        |
| 第3回（1980年下半期） | コスモスに君と                           | 伝説巨神イデオン                        |
| 第4回（1981年）       | ラムのラブソング                         | うる星やつら                            |
| 第5回（1982年）       | マクロス                                 | 超時空要塞マクロス                      |
| 第6回（1983年）       | HELLO, VIFAM                             | 銀河漂流バイファム                      |
| 第7回（1984年）       | 愛・おぼえていますか                     | 超時空要塞マクロス 愛・おぼえていますか |
| 第8回（1985年）       | ロ・ロ・ロ・ロシアンルーレット           | ダーティペア                            |
| 第9回（1986年）       | 悲しみよこんにちは                       | めぞん一刻                              |
| 第10回（1987年）      | GET WILD                                 | シティーハンター                        |
| 第11回（1988年）      | BEYOND THE TIME (メビウスの宇宙を越えて) | 機動戦士ガンダム 逆襲のシャア           |
| 第12回（1989年）      | やさしさに包まれたなら                   | 魔女の宅急便                            |
| 第13回（1990年）      | ブルーウォーター                         | ふしぎの海のナディア                    |
| 第14回（1991年）      | Winners                                  | 新世紀GPXサイバーフォーミュラ           |
| 第15回（1992年）      | ムーンライト伝説                         | 美少女戦士セーラームーン                |
| 第16回（1993年）      | ムーンライト伝説                         | 美少女戦士セーラームーン                |
| 第17回（1994年）      | ゆずれない願い                           | 魔法騎士レイアース                      |
| 第18回（1995年）      | 残酷な天使のテーゼ                       | 新世紀エヴァンゲリオン                  |
| 第19回（1996年）      | 残酷な天使のテーゼ                       | 新世紀エヴァンゲリオン                  |
| 第20回（1997年）      | 輪舞-revolution                          | 少女革命ウテナ                          |
| 第21回（1998年）      | Dearest                                  | 機動戦艦ナデシコ The Prince of darkness |
| 第22回（1999年）      | プラチナ                                 | カードキャプターさくら[第2期]           |
| 第23回（2000年）      | プラチナ                                 | カードキャプターさくら[第2期]           |
| 第24回（2001年）      | For フルーツバスケット                   | フルーツバスケット                      |
| 第25回（2002年）      | あんなに一緒だったのに                   | 機動戦士ガンダムSEED                    |
| 第26回（2003年）      | メリッサ                                 | 鋼の錬金術師                            |
| 第27回（2004年）      | ignited -イグナイテッド-                 | 機動戦士ガンダムSEED DESTINY            |
| 第28回（2005年）      | 君は僕に似ている                         | 機動戦士ガンダムSEED DESTINY            |
| 第29回（2006年）      | COLORS                                   | コードギアス 反逆のルルーシュ           |
| 第30回（2007年）      | もってけ!セーラーふく                    | らき☆すた                               |
| 第31回（2008年）      | モノクロのキス                           | 黒執事                                  |
| 第32回（2009年）      | Don't say lazy                           | けいおん!                               |
| 第33回（2010年）      | 僕らのゴォール!                          | イナズマイレブン                        |
| 第34回（2011年）      | またね…のキセツ                          | イナズマイレブン                        |
| 第35回（2012年）      | 手をつなごう                             | イナズマイレブンGO クロノ・ストーン     |
| 第36回（2013年）      | 紅蓮の弓矢                               | 進撃の巨人                              |
| 第37回（2014年）      | Dried Up Youthful Fame                   | Free!-Eternal Summer-                   |
| 第38回（2015年）      | はなまるぴっぴはよいこだけ               | おそ松さん                              |
| 第39回（2016年）      | History Maker                            | ユーリ!!! on ICE                        |
| 第40回（2017年）      | WiSH VOYAGE                              | アイドリッシュセブン                    |
| 第41回（2018年）      | 零 -ZERO-                                | 名探偵コナン ゼロの執行人               |
| 第42回（2019年）      | 紅蓮華                                   | 鬼滅の刃                                |
| 第43回（2020年）      | 炎                                       | 劇場版 鬼滅の刃 無限列車編              |
| 第44回（2021年）      | 残響散歌                                 | 鬼滅の刃                                |
| 第45回（2022年）      | ミックスナッツ                           | SPY×FAMILY                              |
| 第46回（2023年）      | ババーンと推参! バーンブレイバーン       | 勇気爆発バーンブレイバーン              |
| 第47回（2024年）      | 怪獣                                     | チ。-地球の運動について-                |

## 以前は設置されていた部門

### グランプリ Editors Choice
| 回（年度）            | 作品名                                             |
| --------------------- | -------------------------------------------------- |
| 第1回（1979年）       | 機動戦士ガンダム                                   |
| 第2回（1980年上半期） | 伝説巨神イデオン                                   |
| 第3回（1980年下半期） | あしたのジョー2                                    |
| 第4回（1981年）       | さよなら銀河鉄道999 アンドロメダ終着駅             |
| 第5回（1982年）       | 六神合体ゴッドマーズ                               |
| 第5回（1982年）       | 超時空要塞マクロス                                 |
| 第6回（1983年）       | クラッシャージョウ（劇場版）                       |
| 第7回（1984年）       | 風の谷のナウシカ                                   |
| 第8回（1985年）       | ダーティペア                                       |
| 第9回（1986年）       | 天空の城ラピュタ                                   |
| 第10回（1987年）      | ドラゴンボール                                     |
| 第11回（1988年）      | となりのトトロ                                     |
| 第12回（1989年）      | AKIRA                                              |
| 第13回（1990年）      | ふしぎの海のナディア                               |
| 第14回（1991年）      | 銀河英雄伝説                                       |
| 第15回（1992年）      | 美少女戦士セーラームーン                           |
| 第16回（1993年）      | 幽☆遊☆白書                                         |
| 第17回（1994年）      | 幽☆遊☆白書                                         |
| 第18回（1995年）      | 新世紀エヴァンゲリオン                             |
| 第19回（1996年）      | 新世紀エヴァンゲリオン                             |
| 第20回（1997年）      | 新世紀エヴァンゲリオン劇場版 THE END OF EVANGELION |
| 第20回（1997年）      | もののけ姫                                         |
| 第21回（1998年）      | 機動戦艦ナデシコ -The prince of darkness-          |
| 第22回（1999年）      | カウボーイビバップ                                 |
| 第23回（2000年）      | カードキャプターさくら [第2期]                     |
| 第24回（2001年）      | フルーツバスケット                                 |
| 第25回（2002年）      | 機動戦士ガンダムSEED                               |
| 第26回（2003年）      | 鋼の錬金術師                                       |
| 第27回（2004年）      | 機動戦士ガンダムSEED DESTINY                       |
| 第28回（2005年）      | 巌窟王                                             |
| 第29回（2006年）      | コードギアス 反逆のルルーシュ                      |
| 第30回（2007年）      | コードギアス 反逆のルルーシュ                      |
| 第31回（2008年）      | 機動戦士ガンダム00 [第2期]                         |
| 第32回（2009年）      | 東のエデン                                         |
| 第33回（2010年）      | けいおん!                                          |
| 第34回（2011年）      | 魔法少女まどか☆マギカ                              |
| 第35回（2012年）      | おおかみこどもの雨と雪                             |
| 第36回（2013年）      | 進撃の巨人                                         |

### 歌手部門
| 回（年度）            | 男性歌手名                   | 女性歌手名 |
| --------------------- | ---------------------------- | ---------- |
| 第1回（1979年）       | 水木一郎                     | -          |
| 第2回（1980年上半期） | 水木一郎                     | 堀江美都子 |
| 第3回（1980年下半期） | ささきいさお                 | 堀江美都子 |
| 第4回（1981年）       | ささきいさお                 | 堀江美都子 |
| 第5回（1982年）       | ささきいさお                 | 堀江美都子 |
| 第6回（1983年）       | TAO                          | MIO        |
| 第7回（1984年）       | TAO                          | 飯島真理   |
| 第8回（1985年）       | エアメール・フロム・ナガサキ | 岩崎良美   |
| 第9回（1986年）       | ピカソ                       | 斉藤由貴   |
| 第10回（1987年）      | TM NETWORK                   | 結城梨沙   |

### アニメーター部門
| 回（年度）            | アニメーター名 |
| --------------------- | -------------- |
| 第1回（1979年）       | 安彦良和       |
| 第2回（1980年上半期） | 安彦良和       |
| 第3回（1980年下半期） | 安彦良和       |
| 第4回（1981年）       | 安彦良和       |
| 第5回（1982年）       | 安彦良和       |

### 演出部門
| 回（年度）            | 演出家名   |
| --------------------- | ---------- |
| 第1回（1979年）       | りんたろう |
| 第2回（1980年上半期） | りんたろう |
| 第3回（1980年下半期） | 富野喜幸   |
| 第4回（1981年）       | 富野喜幸   |
| 第5回（1982年）       | 富野由悠季 |

### 美術部門
| 回（年度）            | 美術監督名 |
| --------------------- | ---------- |
| 第1回（1979年）       | 椋尾篁     |
| 第2回（1980年上半期） | 椋尾篁     |
| 第3回（1980年下半期） | 椋尾篁     |
| 第4回（1981年）       | 椋尾篁     |
| 第5回（1982年）       | 椋尾篁     |

### 脚本部門
| 回（年度）            | 脚本家名 |
| --------------------- | -------- |
| 第1回（1979年）       | 辻真先   |
| 第2回（1980年上半期） | 辻真先   |
| 第3回（1980年下半期） | 辻真先   |
| 第4回（1981年）       | 辻真先   |
| 第5回（1982年）       | 辻真先   |

### 歴代ベストワン作品部門
| 回（年度）            | 作品名                      |
| --------------------- | --------------------------- |
| 第3回（1980年下半期） | 機動戦士ガンダム            |
| 第4回（1981年）       | 機動戦士ガンダム            |
| 第5回（1982年）       | ルパン三世 カリオストロの城 |
| 第6回（1983年）       | ルパン三世 カリオストロの城 |
| 第7回（1984年）       | ルパン三世 カリオストロの城 |
| 第8回（1985年）       | 風の谷のナウシカ            |
| 第9回（1986年）       | 風の谷のナウシカ            |
| 第10回（1987年）      | 風の谷のナウシカ            |
| 第11回（1988年）      | 風の谷のナウシカ            |
| 第12回（1989年）      | 風の谷のナウシカ            |
| 第13回（1990年）      | 風の谷のナウシカ            |
| 第14回（1991年）      | 風の谷のナウシカ            |
| 第15回（1992年）      | 風の谷のナウシカ            |
| 第16回（1993年）      | 幽☆遊☆白書                  |
| 第17回（1994年）      | 幽☆遊☆白書                  |
| 第18回（1995年）      | ふしぎの海のナディア        |
| 第19回（1996年）      | ふしぎの海のナディア        |
| 第20回（1997年）      | 新世紀エヴァンゲリオン      |
| 第21回（1998年）      | 機動戦艦ナデシコ            |

### 歴代ベストワンキャラクター部門
| 回（年度）            | キャラクター名     | キャラクター名             |
| --------------------- | ------------------ | -------------------------- |
| 第3回（1980年下半期） | シャア・アズナブル | シャア・アズナブル         |
| 第4回（1981年）       | シャア・アズナブル | シャア・アズナブル         |
| 第5回（1982年）       | シャア・アズナブル | シャア・アズナブル         |
|                       | 男性キャラクター名 | 女性キャラクター名         |
| 第6回（1983年）       | ルパン三世         | クラリス・ド・カリオストロ |
| 第7回（1984年）       | ルパン三世         | クラリス・ド・カリオストロ |
| 第8回（1985年）       | ルパン三世         | ナウシカ                   |
| 第9回（1986年）       | ルパン三世         | ナウシカ                   |
| 第10回（1987年）      | ルパン三世         | ナウシカ                   |
|                       | キャラクター名     |                            |
| 第11回（1988年）      | ナウシカ           | ナウシカ                   |
| 第12回（1989年）      | ナウシカ           | ナウシカ                   |
| 第13回（1990年）      | ナウシカ           | ナウシカ                   |
| 第14回（1991年）      | ナウシカ           | ナウシカ                   |
| 第15回（1992年）      | ナウシカ           | ナウシカ                   |
| 第16回（1993年）      | ナウシカ           | ナウシカ                   |
| 第17回（1994年）      | 蔵馬               | 蔵馬                       |
| 第18回（1995年）      | ナウシカ           | ナウシカ                   |
| 第19回（1996年）      | ナウシカ           | ナウシカ                   |
| 第20回（1997年）      | ナウシカ           | ナウシカ                   |
| 第21回（1998年）      | ホシノ・ルリ       | ホシノ・ルリ               |

### 歴代アニメソング部門
| 回（年度）       | 曲名       | 作品名           |
| ---------------- | ---------- | ---------------- |
| 第11回（1988年） | 君をのせて | 天空の城ラピュタ |

### アニメージュ賞
| 回（年度）       | 作品名                        |
| ---------------- | ----------------------------- |
| 第3回（1982年）  | 魔法のプリンセス ミンキーモモ |
| 第4回（1981年）  | ダロス、モンキーパンチ        |
| 第7回（1984年）  | まんが日本昔ばなし            |
| 第8回（1985年）  | みんなのうた                  |
| 第9回（1986年）  | 川本喜八郎                    |
| 第10回（1987年） | オネアミスの翼 王立宇宙軍     |

### サブタイトル部門
| 回（年度）            | 話数        | サブタイトル                          | 作品名                                                         |
| --------------------- | ----------- | ------------------------------------- | -------------------------------------------------------------- |
| 第1回（1979年）       | （映画）    | （映画）                              | 銀河鉄道999                                                    |
| 第2回（1980年上半期） | 第43話      | 脱出                                  | 機動戦士ガンダム                                               |
| 第3回（1980年下半期） | 第155話     | さらば愛しきルパンよ                  | ルパン三世                                                     |
| 第4回（1981年）       | 第26話      | 果てしなき旅立ち                      | 戦国魔神ゴーショーグン                                         |
| 第5回（1982年）       | 第67話      | 君去りし後                            | うる星やつら                                                   |
| 第6回（1983年）       | 第27話      | 愛は流れる                            | 超時空要塞マクロス                                             |
| 第7回（1984年）       | 第46話      | いつまでも13人                        | 銀河漂流バイファム                                             |
| 第8回（1985年）       | 第36話      | 永遠のフォウ                          | 機動戦士Ζガンダム                                              |
| 第9回（1986年）       | 第36話      | 重力下のプルツー                      | 機動戦士ガンダムΖΖ                                             |
| 第10回（1987年）      | 第47話      | 戦士、再び……                          | 機動戦士ガンダムΖΖ                                             |
| 第11回（1988年）      | 第96話      | この愛ある限り! 一刻館は永遠に…!!     | めぞん一刻                                                     |
| 第12回（1989年）      | 第28話      | サイヤ人の猛威!神様もピッコロも死んだ | ドラゴンボールZ                                                |
| 第13回（1990年）      | 第22話      | 裏切りのエレクトラ                    | ふしぎの海のナディア                                           |
| 第14回（1991年）      | 第39話      | 星を継ぐ者…                           | ふしぎの海のナディア                                           |
| 第15回（1992年）      | 第31話      | 恋されて追われて! ルナ最悪の日        | 美少女戦士セーラームーン                                       |
| 第16回（1993年）      | 第45話      | セーラー戦士死す! 悲壮なる最終戦      | 美少女戦士セーラームーン                                       |
| 第17回（1994年）      | 第110話     | ウラヌス達の死? タリスマン出現        | 美少女戦士セーラームーンS                                      |
| 第18回（1995年）      | 第48話      | 勝利への道! 信じる心が開く明日!       | 魔法騎士レイアース                                             |
| 第19回（1996年）      | 第24話      | 最後のシ者                            | 新世紀エヴァンゲリオン                                         |
| 第20回（1997年）      | 第26話      | TRY again! 白く還りし刻!              | スレイヤーズ TRY                                               |
| 第21回（1998年）      | 最終話      | そして…光刃輝く                       | ロスト・ユニバース                                             |
| 第22回（1999年）      | 第46話      | さくらと最後の審判                    | カードキャプターさくら[第2期]                                  |
| 第23回（2000年）      | 第70話      | さくらと本当の想い                    | カードキャプターさくら[第2期]                                  |
| 第24回（2001年）      | 第50話      | Alone 西へ                            | 幻想魔伝 最遊記                                                |
| 第25回（2002年）      | PHASE-01    | 偽りの平和                            | 機動戦士ガンダムSEED                                           |
| 第26回（2003年）      | 第7話       | 合成獣が哭く夜                        | 鋼の錬金術師                                                   |
| 第27回（2004年）      | 第51話      | ミュンヘン1921                        | 鋼の錬金術師                                                   |
| 第28回（2005年）      | FINAL PHASE | 最後の力                              | 機動戦士ガンダムSEED DESTINY                                   |
| 第29回（2006年）      | FINAL PLUS  | ～選ばれた未来～                      | 機動戦士ガンダムSEED DESTINY 〔総集編〕 スペシャルエディション |
| 第30回（2007年）      | STAGE 25    | ゼロ                                  | コードギアス 反逆のルルーシュ                                  |
| 第31回（2008年）      | FINAL TURN  | Re;                                   | コードギアス 反逆のルルーシュ R2                               |
| 第32回（2009年）      | 最終回      | 軽音！                                | けいおん!                                                      |
| 第33回（2010年）      | 最終回      | 卒業式！                              | けいおん!!                                                     |
| 第34回（2011年）      | 最終回      | 明日へのキックオフ！                  | イナズマイレブン                                               |
| 第35回（2012年）      | 第25話      | オレとおまえのバスケ                  | 黒子のバスケ                                                   |
| 第36回（2013年）      | 12Fr        | 遙かなるフリー!                       | Free!                                                          |

### 編集部特別賞
| 回（年度）       | 作品名 |
| ---------------- | ------ |
| 第38回（2015年） | 銀魂゜ |